# In the Flesh (album, Roger Waters)
In the Flesh je dvoudiskové koncertní album z roku 2000 (viz 2000 v hudbě), které je záznamem vystoupení z amerického turné In the Flesh hudebníka Rogera Waterse. Ten je známý jako baskytarista a zpěvák skupiny Pink Floyd, v níž působil do roku 1985.
V roce 1999 uspořádal Roger Waters turné In the Flesh, které se stalo poměrně úspěšným. Před In the Flesh měl Waters dlouhou tvůrčí pauzu, poslední album Amused to Death totiž vydal v roce 1992 a jeho poslední turné se konalo v roce 1987. Koncerty byly v letech 1999 a 2000 uspořádány pouze v USA, evropská část turné (včetně jednoho koncertu v Praze) se konala v roce 2002.
Live album In the Flesh bylo nahráno na několika amerických vystoupeních v červnu 2000 (Phoenix, Las Vegas, Los Angeles, Portland). Koncert v Portlandu byl i nafilmován a v roce 2001 vydán na DVD pod názvem In the Flesh - Live.
Album obsahuje z větší části skladby, které Waters složil a nahrál se skupinou Pink Floyd. Velkou část druhého CD ale tvoří i písně z jeho sólových alb. Jako přídavek zazněla nová Watersova píseň „Each Small Candle“. Hudebníci, kteří na koncertech hráli, již většinou s Rogerem Watersem dříve spolupracovali.

## Seznam skladeb
Všechny skladby napsal(i) Roger Waters, pokud není uvedeno jinak. 
| Disk 1 | Disk 1                                           | Disk 1                  | Disk 1                        | Disk 1 |
| Pořadí | Název                                            | Autor                   | Původní album                 | Délka  |
| ------ | ------------------------------------------------ | ----------------------- | ----------------------------- | ------ |
| 1.     | In the Flesh                                     |                         | The Wall (1979)               | 4:41   |
| 2.     | The Happiest Days of Our Lives                   |                         | The Wall (1979)               | 1:34   |
| 3.     | Another Brick in the Wall, Part 2                |                         | The Wall (1979)               | 5:53   |
| 4.     | Mother                                           |                         | The Wall (1979)               | 5:37   |
| 5.     | Get Your Filthy Hands Off My Desert              |                         | The Final Cut (1983)          | 0:56   |
| 6.     | Southampton Dock                                 |                         | The Final Cut (1983)          | 2:15   |
| 7.     | Pigs on the Wing, Part 1                         |                         | Animals (1977)                | 1:18   |
| 8.     | Dogs                                             | Gilmour, Waters         | Animals (1977)                | 16:26  |
| 9.     | Welcome to the Machine                           |                         | Wish You Were Here (1975)     | 6:57   |
| 10.    | Wish You Were Here                               | Waters, Gilmour         | Wish You Were Here (1975)     | 4:54   |
| 11.    | Shine On You Crazy Diamond (Parts I–IV, VI, VII) | Wright, Waters, Gilmour | Wish You Were Here (1975)     | 14:42  |
| 12.    | Set the Controls for the Heart of the Sun        |                         | A Saucerful of Secrets (1968) | 7:15   |

| Disk 2         | Disk 2                                      | Disk 2                         | Disk 2                                   | Disk 2 |
| Pořadí         | Název                                       | Autor                          | Původní album                            | Délka  |
| -------------- | ------------------------------------------- | ------------------------------ | ---------------------------------------- | ------ |
| 1.             | Breathe (In the Air) (včetně „Speak to Me“) | Waters, Gilmour, Wright, Mason | The Dark Side of the Moon (1973)         | 3:22   |
| 2.             | Time (včetně „Breathe (Reprise)“)           | Mason, Waters, Wright, Gilmour | The Dark Side of the Moon (1973)         | 6:24   |
| 3.             | Money                                       |                                | The Dark Side of the Moon (1973)         | 6:11   |
| 4.             | Every Stranger's Eyes                       |                                | The Pros and Cons of Hitch Hiking (1984) | 5:19   |
| 5.             | Perfect Sense, Parts 1 & 2                  |                                | Amused to Death (1992)                   | 7:26   |
| 6.             | The Bravery of Being Out of Range           |                                | Amused to Death (1992)                   | 5:05   |
| 7.             | It's a Miracle                              |                                | Amused to Death (1992)                   | 8:12   |
| 8.             | Amused to Death                             |                                | Amused to Death (1992)                   | 9:24   |
| 9.             | Brain Damage                                |                                | The Dark Side of the Moon (1973)         | 4:07   |
| 10.            | Eclipse                                     |                                | The Dark Side of the Moon (1973)         | 2:18   |
| 11.            | Comfortably Numb                            | Gilmour, Waters                | The Wall (1979)                          | 8:10   |
| 12.            | Each Small Candle                           |                                | —                                        | 9:18   |
| Celková délka: | Celková délka:                              | Celková délka:                 | Celková délka:                           | 147:35 |

## Obsazení
- Roger Waters – baskytara, akustická kytara, zpěv
- Doyle Bramhall II – kytary, vokály, zpěv (disk 1: 3, 8; disk 2: 1, 2, 3, 11)
- Andy Fairweather-Low – kytary, baskytara, vokály
- Snowy White – kytary
- Andy Wallace – klávesy, Hammondovy varhany
- Jon Carin – klávesy, lap steel kytara, programování, kytary, zpěv (disk 1: 8; disk 2: 1)
- Norbert Stachel – saxofony
- Katie Kissoon – vokály, zpěv (disk 1: 4)
- Susannah Melvoin – vokály
- P. P. Arnold – vokály, zpěv (disk 2: 5)
- Graham Broad – bicí, perkuse